# Иванов, Геннадий Валерьевич
Геннадий Валерьевич Иванов (род. 20 декабря 1976, Одесса) — российский режиссёр, продюсер, директор киношколы Александра Митты.

## Биография
Иванов Геннадий родился и вырос в Одессе. Учился у режиссёра Александра Митты.
В 2006 году организовывает совместно с Александром Миттой киношколу. Закончил ВКСР курс Александра Атанесяна «Продюсирование художественного кино». Снял множество рекламных роликов, клипов и 5 короткометражных фильмов, которые были представлены на нескольких фестивалях. Работал вторым режиссёром в кино и анимации.
Снял в качестве режиссёра-постановщика пилот «Медицинские тайны» и сериал «Игра» в 2011 году.
В настоящее время руководит киношколой, работает над проектом полнометражного фильма. Преподаёт в школе-студии режиссёра Александра Митты. Является генеральным продюсером киношколы.
В 2020 во время пандемии создал кинофестиваль "Мечта" www.mechtafest.ru. Провел его онлайн. В 2021 и 2022 году кинофестиваль стал международным и проводился на площадке Дома кино.
Каждый год продюсирует более 50 короткометражных картин в Киношколе Митты

## Фильмография
- 2002 — «Пробуждение (короткометражный)»
- 2004 — «Четыре слова (короткометражный)»
- 2007 — «E-bride»
- 2007 — «Фотограф»
- 2008 — «Приключения Аленушки и Еремы»
- 2009 — «Приключения Аленушки и Еремы» 2
- 2010 — «Вивисекторы: триединство (короткометражный)»
- 2010 — «Яблочки (короткометражный)»
- 2011 — «Игра»
- 2014 — «Шагал-Малевич»
- 2018 -  «Преследователь» (Короткометражный/ рекламный)
- 2021 -  «Ну, здравствуй, Зин» (короткометражный, Продюсер, режиссёр Наталья Углицких)
- Короткометражный фильм «Четыре слова» набрал более 19 000 000 просмотров на сайте Youtube.
- Иванов Геннадий разработал авторскую программу мастер-класса на тему «Продюсирование и режиссура короткометражного кино».